# Пернель, Флоранс
Флоранс Пернель (фр. Florence Pernel; род. 30 июня 1962, Париж, Франция) — французская актриса.

## Биография
Флоранс Пернель родилась в Париже в смешанной семье (папа — поляк, мама — француженка из Лотарингии). В детстве она снималась для каталогов 3 Suisses и в рекламных роликах компании Danone. В 1980 году Флоранс дебютирует в кино, исполнив роль дочери главной героини в драме «Сердце наизнанку».
В 1993 году Пернель снялась в фильме Кшиштофа Кесьлёвского «Три цвета: Синий» — первой части трилогии польского режиссёра «Три цвета». Фильм получил множество наград европейских фестивалей и киноакадемий. За роль Сандрин — любовницы известного композитора — Флоранс Пернель была номинирована на премию «Сезар» как самая многообещающая актриса, но выиграла приз Валерия Бруни-Тедески.
В 2000-х Флоранс снималась преимущественно в сериалах, например в мини-сериале «Наполеон», удостоенном премии «Эмми». В 2011 году она сыграла в фильме «Завоевание», исполнив роль Сесилии Саркози, жены президента Николя Саркози, с которой он развёлся спустя пять месяцев после победы на президентских выборах.
Во Франции Флоранс Пернель известна по ролям в телевизионных фильмах о работе полиции и органов правосудия. В 1993–2002 годах она сыграла главную роль — судьи Флоранс Ларрье — в серии фильмов Florence Larrieu : Le juge est une femme. Всего вышло 17 эпизодов, после чего Флоранс покинула сериал, а съёмки продолжились c другой актрисой — Марин Дельтерм. В 2014–2023 годах Пернель исполнила роль прокурора Элизабет Ришар в телесериале «Преступление в…» (вышло 10 эпизодов, каждый рассказывал о событиях в разных городах на юге Франции).

## Избранная фильмография

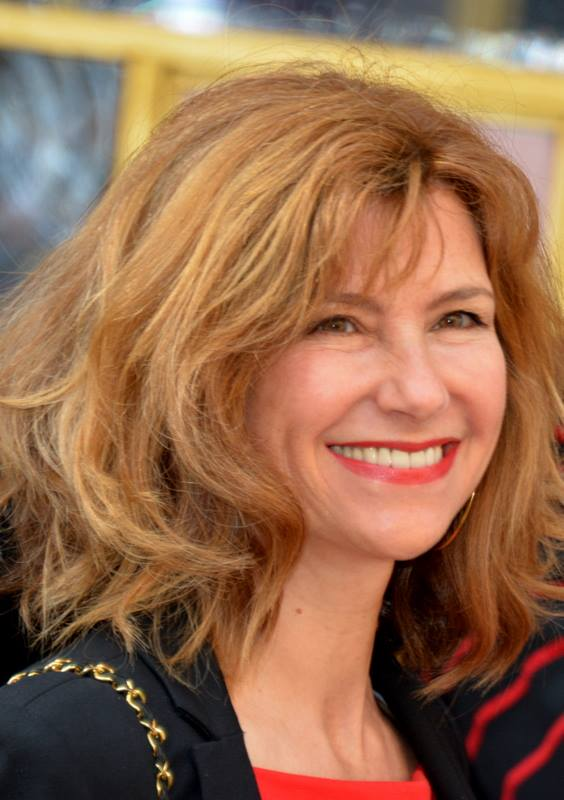
Флоранс Пернель на вручении премии Мольера (2014)

| Кино       | Кино                          | Кино               | Кино             |
| Год        | Фильм                         | Персонаж           | Примечания       |
| ---------- | ----------------------------- | ------------------ | ---------------- |
| 1980       | Сердце наизнанку              | Полин              |                  |
| 1990       | Челлини: Преступная жизнь     | Катерина           |                  |
| 1991       | Плохая девочка                | Роза               |                  |
| 1993       | Психи на воле                 | Фабьенн            |                  |
| 1993       | Три цвета: Синий              | Сандрин            |                  |
| 1994       | Три цвета: Белый              |                    |                  |
| 1994       | Лодка супружества             | Мов                |                  |
| 1996       | Стенфорты, хозяева ячменя     | Маргрит Стенфорт   | ТВ-сериал        |
| 2002       | Наполеон                      | Тереза Тальен      | ТВ-сериал        |
| 2003       | Лагардер: Мститель в маске    | Инес               | Телефильм        |
| 2005       | Милый друг                    | Мадлена Форестье   | ТВ-сериал        |
| 2009–      | Друзья, любимые, враги        | Каролин            | ТВ-сериал        |
| 2010       | Другой Дюма                   | Ида Феррье         |                  |
| 2011       | Завоевание                    | Сесилия Саркози    |                  |
| 2011       | Людовик XI, расколотая власть | Анна де Божё       | Телефильм        |
| 2014– 2023 | Преступление в…               | Элизабет Ришар     | Серия ТВ-фильмов |
| 2017       | Возвращение в Бургундию       | Шанталь            |                  |
| 2019       | Танцуй сердцем                | Лоранс Дюран       |                  |
| 2019       | Костёр судьбы                 | Матильда де Жансен | Мини-сериал      |

## Семья
Флоранс Пернель замужем за историком и сценаристом Патриком Ротманом (поженились в 2005 году). У пары двое детей: сын Поль и дочь Тина.